# 賈梅·德布茲
賈梅·德布茲（Jamel Debbouze，阿拉伯語：جمالدبوز，1975年6月18日—）是一名法國和摩洛哥演員、喜劇演員和製片人。

## 生平
賈梅·德布茲年在1975年於法國巴黎出生，但是次年，他的家人從塔扎搬回到摩洛哥。他們於1979年返回法國，於1983年定居巴黎大區特拉普，賈梅·德布茲在此度過了他的童年。賈梅·德布茲有六個兄弟姐妹，他是長子。
1990年1月17日，賈梅·德布茲在特拉普火車站，他被每小時150公里的火車被擊中。他失去了右臂，而另一名年輕男子，從留尼汪島的歌手米歇爾則死亡。賈梅·德布茲被起訴故意殺人罪，但缺乏證據，最後被駁回。在2004年12月，賈梅·德布茲預計在法國留尼旺島舞台上表演，但是賈梅·德布茲稱病取消，因為米歇爾父母曾組織了一次示威。

2006年，他演出歷史電影《光榮歲月》，向法國在二戰期間的北非士兵致敬。賈梅·德布茲因這部電影，得到了戛納電影節最佳男演員獎。
2008年4月，賈梅·德布茲在巴黎開了一家喜劇俱樂部。
2008年3月29日，賈梅·德布茲與法國記者和新聞主播梅丽莎·特里奥訂婚; 2008年5月7日結婚。

## 參閱
- Official site （页面存档备份，存于）
- 賈梅·德布茲在互联网电影资料库（IMDb）上的資料（英文）